# 黃金角
幾何學中，黃金角的構造如下：把長度為 {\displaystyle c} 的圓周分為兩部份，各部份長度為 {\displaystyle a} 和 {\displaystyle b} ，也就是說 {\displaystyle c=a+b}，而它們的比例符合{\displaystyle {c \over a}={a \over b}} 長度為 {\displaystyle b} 的弧與圓心所成的角，也就是將圓周長依黃金比例分割成兩段，大弧長所對應的圓心角約為222.49°，而小弧長所對應的圓心角約為137.51°稱為黃金角。以弧度表示為{\displaystyle 2\pi  \over \phi ^{2}}。這裡 {\displaystyle \phi ={\frac {1+{\sqrt {5}}}{2}}} 約為1.618是黃金分割。
自然界中有很多黃金角的例子。最特別的一個是松果，它上面有左旋和右旋的阿基米德螺線，這些螺線的相鄰交點的角度為黃金角。